# Cladophora rupestris
Espèce
Cladophora rupestris est une espèce d'algues vertes de la famille des Cladophoraceae.

## Description
Cette algue se présente sous forme de touffe de filaments ramifiés, de 5 à 15 cm de longueur, de couleur vert sombre.

## Habitat
Fixée aux rochers, on la trouve souvent sous les champs de Fucus, même en présence de sédiments.

## Systématique

### Taxonomie
Décrite sous le nom Conferva rupestris en 1753 par le naturaliste suédois Carl von Linné dans son Species plantarum, cette espèce a été transférée en 1843 par le botaniste allemand Friedrich Traugott Kützing dans le genre Cladophora, qu'il venait de créer.

### Étymologie
Le terme « cladophora » signifie « qui porte des rameaux » en grec ancien et fait allusion aux ramifications des filaments ; quant au terme « rupestris », il signifie en latin « des rochers », référence à l'habitat préférentiel de l'algue.